# Adriana Acosta
Adriana Inés Acosta (n. Lomas de Zamora; 19 de enero de 1956 - d. Buenos Aires; 27 de mayo de 1978) fue una militante política y una jugadora de hockey sobre césped argentina que fue secuestrada y detenida-desaparecida por la dictadura cívico-militar que gobernó Argentina entre 1976 y 1983. En 1972 integró y fue capitana del equipo juvenil campeón metropolitano del club Lomas Athletic. En 1973 integró y fue capitana de la selección de Buenos Aires que ganó el campeonato argentino. Integró la selección nacional juvenil y de mayores de hockey sobre césped. Durante la dictadura que tomó el poder en 1976, mantuvo una militancia de oposición a la Dictadura Militar en el Partido Comunista Marxista Leninista.
Fue secuestrada el 27 de mayo de 1978, cuando tenía 22 años, siendo llevada al centro clandestino de detención conocido como El Banco. Permanece desaparecida desde entonces. En su memoria, la cancha de hockey sobre césped del Centro Nacional de Alto Rendimiento Deportivo (CeNARD) lleva su nombre.

## Biografía
Adriana Inés Acosta nació el 19 de enero de 1956 en Lomas de Zamora, ciudad perteneciente a la zona sur del conurbano bonaerense. Realizó sus estudios en el Colegio Balmoral. Cuando aún cursaba sus estudios primarios ingresó al Club Lomas Athletic para practicar hockey sobre césped, juego en el cual se especializaría como delantera, en el puesto de wing derecho.
En 1972 formó parte del equipo juvenil de Lomas que obtuvo el campeonato, siendo su capitana. Ese año integró la selección argentina juvenil de hockey sobre césped.
En 1973 integró y fue capitana de la selección de Buenos Aires que ganó el campeonato argentino, y fue convocada a formar parte de la selección argentina mayor (que tres décadas después tomaría el nombre de Las Leonas), jugando ese mismo año su primer partido internacional contra Estados Unidos y formando parte de grupo preseleccionado previo al Primer Campeonato Mundial de Hockey Femenino, jugado en Cannes en 1974. En 1975 integró la selección nacional que realizó la gira por Inglaterra.
Jugó en la primera división de su club hasta 1976.
En 1974 se radicó en la ciudad de La Plata para estudiar en la universidad de esa ciudad, Ciencias de la Educación primero y Medicina después.
Desde que era niña mostró una fuerte preocupación social que la llevó a realizar actividades sociales de asistencia a los desamparados. Su hermana recuerda su trabajo social en el Hogar Patiño de Lomas de Zamora.
Su conciencia social la llevó a ingresar como militante política en el Partido Comunista Marxista Leninista de Argentina.
En la ciudad de La Plata compartió la vivienda con Jorge Omar Bonafini (hijo de Hebe de Bonafini, que se convertiría en presidenta de las Madres de Plaza de Mayo) y con su esposa, María Elena Bugnone Cepeda de Bonafini.

## Secuestro y desaparición
En 1976, la dictadura militar instalada ese mismo año ilegalizó decenas de partidos políticos y suspendió las actividades políticas, dando curso a una feroz represión de carácter genocida, que causaría decenas de miles de desaparecidos. Pese a ello, Adriana continuó con su militancia opositora a la dictadura, trasladándose a Buenos Aires por razones de seguridad, porque el menor tamaño de la Ciudad de La Plata extremaba la vulnerabilidad de los militantes políticos y sociales.
El 27 de mayo de 1978, a las 15:30, Adriana fue secuestrada por un grupo de tareas en una pizzería ubicada en el cruce de la avenida Francisco Beiró con Segurola, en el barrio de Villa Devoto, de la Ciudad de Buenos Aires.
Se sabe que fue llevada al centro clandestino de detención conocido como El Banco, ubicado en Ezeiza, donde fue torturada. Compartió cautiverio con María Elena Bugnone Cepeda de Bonafini, con quien vivía en la Ciudad de La Plata.
Se presume que fue arrojada a las aguas del Río de la Plata, en un "vuelo de la muerte".

## Memoria
Sus compañeras de equipo, honraron su memoria incluyendo su nombre en una de las canciones del equipo del Lomas:

Por la derecha resplandece Adriana,
que por ser buena y capaz es capitana...
Segmento de la canción del equipo de hockey del Lomas Athletic dedicado a Adriana Inés Acosta

El 6 de octubre de 2009 el gobierno argentino decidió llamar con el nombre de "Adriana Acosta" la cancha de hockey sintético instalada en el Centro Nacional de Alto Rendimiento Deportivo (CeNARD). En el acto de inauguración, se hicieron presentes los padres, hermanos y otros familiares de Adriana, Las Leonas, Alicia Kirchner (ministra de Desarrollo Social), Claudio Morresi (secretario de Deporte y exjugador de fútbol), cuyo hermano Norberto también fue detenido-desaparecido por la última dictadura militar, Tati Almeyda (presidenta de Madres de Plaza de Mayo Línea Fundadora), Estela de Carlotto (presidenta de las Abuelas de Plaza de Mayo) y otras organizaciones de derechos humanos.
En 2012, las jugadoras de hockey de Villa Lamadrid y la Asociación El Puente Posible, pintaron un mural en Lomas de Zamora en memoria de Adriana Acosta.
Su amiga Nadia Loray describió cómo era Adriana con las siguientes palabras:

Adriana Acosta era conocida por todos lados en el club Lomas y cariñosamente para nosotros respondía al nombre de Lechu. Jugando al hockey primero fuimos compañeras, luego la respeté como capitana y más tarde llegó la admiración con su arribo al seleccionado. Al pensar en ella, la tengo presente cuán carismática, altruista y gran compañera. Pero, por sobre todo, el gran sentido del humor que aportaba en cada entrenamiento y en cada previa de partido. Siempre estaba haciendo alguna broma. Lo grandioso de ella era la capacidad de resolver las situaciones, ella era la componedora del grupo. Si ustedes quisieran saber como era la Lechu en la cancha, tendrían que imaginar a una jugadora picara y rápida, tanto mental como físicamente. Esto, en una época donde no todas las jugadoras se destacaban como pasa en el hockey que vemos hoy. Nunca le pregunté qué significaba el hockey para ella, pero supongo que debe haber sentido lo mismo que todas nosotras: un lugar donde una se encuentra y hace amigas, y también donde una logra expresarse a través del deporte.

## Relaciones familiares
Su madre, Teresa Bernardi de Acosta, actualmente forma parte de las Madres de Plaza de Mayo. Su hermana, Leticia, también fue jugadora de hockey, y también integró la selección argentina.